# 竹中武
竹中 武（たけなか たけし、1943年8月6日 - 2008年3月15日）は、日本のヤクザである。二代目竹中組組長。

## 来歴
兵庫県飾磨郡御国野村字深志野（後の姫路市深志野町）で武は生まれた。父は長谷川龍次。母は竹中愛子。長谷川龍次は御国野村村議会議員で、竹中家に養子に入った。兄に、竹中正久（後の四代目山口組組長）、竹中英男、竹中正（後に姫路市の竹中組相談役）がいた。竹中家には、よく木下会・木下亀次会長が訪れていた。
1959年（昭和34年）、竹中武は中学校を卒業した。
1961年（昭和36年）、竹中武は長兄・竹中龍馬から金を借り、山陽電鉄姫路駅裏の南地の3階建ての家を借りて、売春宿「25時」を開いた。
同年11月、「25時」の女性従業員の愛人（木下会会員）が、「25時」で閉店間際まで飲んでいたため、若衆が木下会会員を下駄で殴って追い出した。女性従業員が警察に訴えたため、竹中武は傷害で逮捕され、神戸の鑑別所に送られ、その後保護観察処分となった。
同年12月、竹中武は岡山市に竹中組を設立した。
1980年（昭和55年）3月上旬と中旬に開いた賭博により、竹中武は、竹中正久、杉本明政、矢嶋長次、長谷一雄、林喜一郎、大森忠明、山本真喜夫らと共に兵庫県警に逮捕された。警察は、テラ銭を1億5000万円と推定し、脱税の共謀容疑で大阪国税局に課税通報した。
1982年（昭和57年）山口組四代目跡目問題が浮上した際に、武は山口組四代目に竹中正久を推すグループに属した。
同年8月25日、竹中武は脱税の共謀容疑で逮捕された。
1984年（昭和59年）、竹中武は竹中組組長に就任すると同時に、山口組直系若衆となった。

同年8月5日山一抗争が勃発。
1985年（昭和60年） 1月26日、竹中正久が襲撃され翌27日死亡。
1988年（昭和63年）6月ごろ、山口組五代目跡目問題が浮上した。
1989年（平成元年）2月27日、山口組定例総会で、竹中武の山口組若頭補佐就任が発表された。 
同年4月20日、山口組緊急幹部会が開かれ、山口組五代目の人選が議論されたが、竹中は態度を保留した。四代目山口組若頭・渡辺芳則と四代目山口組組長代行・中西一男が話し合い、中西一男が五代目山口組組長立候補を取り下げた。渡辺芳則の山口組五代目擁立が決まった。
同年4月下旬、神戸市花隈の山健組事務所で、渡辺芳則と山口組本部長・岸本才三（岸本組組長）と近松組・近松博好組長が、竹中武を山口組に留め置くことを確認し、竹中武の連れ戻しを協議したが、宅見勝は反対した。宅見は山口組心腹会・尾崎彰春会長に依頼し、岸本才三に竹中武の連れ戻しを断念させた。渡辺芳則も宅見の考えに同調し、連れ戻しは白紙になった。
同年5月10日、山口組緊急執行部会で、宅見勝の山口組若頭就任が内定した。竹中武は緊急執行部会を欠席した。
同年5月18日、山口組本家で、渡辺芳則は、舎弟24人、若衆45人と盃直しを行なった。尾崎彰春の実子・尾崎勝彦ら4人が新たに直参になった。竹中武、矢嶋長次、牛尾組・牛尾洋二組長、森唯組・森田唯友紀組長は欠席した。
同年6月4日、岸本才三、西脇和美、神戸市の佐藤組・佐藤邦彦組長が竹中武を訪ね、「竹中正久の位牌と仏壇を受け取ってもらいたい」と頼んだ。竹中武は正久の位牌と仏壇を受け取った。
同年6月5日、山口組定例会で、竹中武、矢嶋長次、牛尾洋二、森田唯友紀の山口組脱退が発表された。
同年6月25日、竹中武は、中西一男、石田章六、倉本広文、前田和男の訪問を受け、山口組の守り刀の譲り渡しを了承した。ただし、守り刀は文化庁に登録されていたため、新たに渡辺芳則の名前で登録しなければ、銃砲刀剣類所持等取締法第14条違反となった。竹中は、渡辺芳則に、山口組代紋の山菱が施された純金製三つ重ねの金杯を送った。

同日、「五代目山口組幹部一同」の名前で、他団体に向けて「竹中武、矢嶋長次、森田唯友紀、牛尾洋二は、今後五代目山口組とは何ら関係なし」とする文書を送付した。これを切っ掛けに山竹抗争が勃発した。
同年7月5日、渡辺芳則の山口組守り刀相続の書類が整った。竹中武の使いが守り刀を、桑田兼吉に届けた。
同年11月5日、山口組本家で、竹中正久の組葬が営まれた。喪主は中山きよみと発表されたが、中山きよみは列席しなかった。その後、山口組は、香典として3000万円を中山きよみに贈ったが、中山に突き返された。
1990年（平成2年）1月24日、竹中組組員が、山口県柳井市の元一和会幹部宅に侵入し、元幹部の家族から山本広の所在を聞き出そうとした。
2008年（平成20年）3月15日、竹中武、病死。享年64。

## 竹中武 関連書籍
- 山平重樹『叛骨（ごじゃもん）最後の極道・竹中武』2017年4月 徳間書店
  - 山平重樹『叛骨（ごじゃもん）最後の極道・竹中武』（徳間文庫）2019年3月 徳間書店　文庫化

劇画
- 作画：春日まんぼう、脚本：土井泰昭『実録 剛胆ヤクザ伝 竹中組組長 竹中武』竹書房バンブーコミックス、2008年、ISBN 978-4-8124-6905-7